# Arquidiocese de Praga
A Arquidiocese de Praga (Archidioecesis Pragensis) é uma circunscrição eclesiástica da Igreja Católica na República Checa. É a sé metropolitana da Província Eclesiástica de Praga. Pertence à Conferência Episcopal Checa (Ceská Biskupská Konference). A sé arquiepiscopal está na Catedral de São Vito, construção gótica do século XIV. Seu atual arcebispo é Jan Graubner.

## Demografia e paróquias
Em 2004, a arquidiocese contava com uma população aproximada de 2 069 585 habitantes, com 23,6% de católicos.
O território da diocese é de 8.990 km², organizado em 378 paróquias.
A arquidiocese abrange a cidade de Praga.

## Arcebispos do Século XX[1]
| #                        | Nome                                 | Período    | Notas                                       |
| Arcebispos               | Arcebispos                           | Arcebispos | Arcebispos                                  |
| ------------------------ | ------------------------------------ | ---------- | ------------------------------------------- |
|                          | Jan Graubner                         | 2022-atual |                                             |
|                          | Dominik Jaroslav Cardeal Duka, O.P.  | 2010-2022  |                                             |
|                          | Miloslav Cardeal Vlk                 | 1991-2010  |                                             |
|                          | František Cardeal Tomášek            | 1977-1991  |                                             |
|                          | Josef Cardeal Beran                  | 1946-1969  |                                             |
|                          | Karel Cardeal Boromejský Kašpar      | 1931-1941  |                                             |
|                          | František Kordač                     | 1919-1931  |                                             |
|                          | Pavel Graf von Huyn                  | 1916-1919  |                                             |
|                          | Lev Cardeal Skrbenský z Hříště       | 1899-1916  | Nomeado Arcebispo de Olomouc                |
| Bispos auxiliares        |                                      |            |                                             |
|                          | Zdeněk Wasserbauer                   | 2018-atual |                                             |
|                          | Karel Herbst, S.D.B.                 | 2002-2016  |                                             |
|                          | Václav Malý                          | 1996-atual |                                             |
|                          | Jiří Paďour, O.F.M.Cap.              | 1996-2001  | Nomeado Bispo coadjutor de České Budĕjovice |
|                          | František Radkovský                  | 1990-1993  | Nomeado Bispo de Plzeň                      |
|                          | František Václav Lobkowicz, O.Praem. | 1990-1996  | Nomeado Bispo de Ostrava-Opava              |
|                          | Jan Lebeda                           | 1988-1991  |                                             |
|                          | Antonín Liška, C.Ss.R.               | 1988-1991  | Nomeado Bispo de České Budĕjovice           |
|                          | Jaroslav Škarvada                    | 1982-2002  |                                             |
|                          | Kajetán Matoušek                     | 1949-1992  |                                             |
|                          | Antonín Eltschkner                   | 1933-1961  |                                             |
|                          | František Zapletal                   | 1933-1935  |                                             |
|                          | Jan Nepomuk Remiger                  | 1929-1946  |                                             |
|                          | Anton Podlaha                        | 1920-1932  |                                             |
|                          | Jan Nepomuk Sedlák                   | 1917-1930  |                                             |
|                          | Georg Glosauer                       | 1917-1926  |                                             |
|                          | Frantisek Brusák                     | 1908-1918  |                                             |
|                          | Václav Antonín (Wenzel Anton) Frind  | 1901-1932  |                                             |
|                          | Frantisek Borgia Krásl               | 1901-1907  |                                             |
|                          | Ferdinand Jan Nepomucký Kalous       | 1891-1907  |                                             |
| Administrador apostólico |                                      |            |                                             |
|                          | František Tomášek                    | 1965-1977  | Bispo auxiliar de Olomouc                   |